# Kontraktskonvent
Kontraktskonvent är när prästerskapet i ett kyrkligt kontrakt under kontraktsprostens ledning samlas till återkommande organiserade överläggningar i gemensamma frågor.